# Māris Sprindžuks
Māris Sprindžuks (ur. 4 sierpnia 1971 w Ādaži) – łotewski polityk i samorządowiec, poseł na Sejm, w latach 2022–2023 minister ochrony środowiska i rozwoju regionalnego.

## Życiorys
W 1994 ukończył studia z zakresu agronomii na Łotewskim Uniwersytecie Rolniczym w Jełgawie. W 1998 uzyskał magisterium na University of Kansas. Pracował jako urzędnik w ministerstwie rolnictwa. Zaangażował się w działalność polityczną w ramach Partii Ludowej. W latach 1998–1999 był zastępcą dyrektora urzędu integracji europejskiej, następnie do 2000 kierował kancelarią premiera, gdy na czele rządu stał Andris Šķēle. W latach 2000–2002 wykonywał mandat deputowanego VII kadencji, był w tym okresie parlamentarnym sekretarzem w resorcie rolnictwa. Później zatrudniony w sektorze bankowym.
W latach 2005–2009 był radnym rodzinnej miejscowości. W 2005 pracował jako koordynator krajowego planu rozwoju w ministerstwie rozwoju regionalnego i samorządności, po czym zajął się prowadzeniem własnej działalności gospodarczej w branży konsultingowej. W latach 2013–2022 (z kilkumiesięczną przerwą w 2014) pełnił funkcję burmistrza gminy Ādaži. Dołączył do Łotewskiego Zjednoczenia Regionów, powołano go na przewodniczącego rady tego ugrupowania. W 2022 z ramienia współtworzonej przez LRA Zjednoczonej Listy został wybrany do Sejmu XIV kadencji.
W grudniu 2022 w nowo powołanym drugim rządzie Artursa Krišjānisa Kariņša objął stanowisko ministra ochrony środowiska i rozwoju regionalnego. Urząd ten sprawował do września 2023. W 2025 został powołany na zastępcę burmistrz Rygi.

## Odznaczenia
- Medal Rady Bałtyckiej – 2002[6]